# Anita syrta
Anita syrta är en fjärilsart som beskrevs av William Schaus 1906. Anita syrta ingår i släktet Anita och familjen tandspinnare. Inga underarter finns listade i Catalogue of Life.